# جوليان بورشاردت
جوليان بورشاردت هو صحفي وسياسي ألماني، ولد في 13 يناير 1868 في بيدغوشتش في بولندا، وتوفي في 16 فبراير 1932 في برلين في ألمانيا. نشط حزبياً في الحزب الديمقراطي الاجتماعي الألماني. وقد انتخب عضو مجلس النواب البروسي ‏.